# Ethan Nwaneri
Ethan Chidiebere Nwaneri (2007. március 21. –) angol labdarúgó, középpályás. A Premier League-ben szereplő Arsenal játékosa. 2022-ben az angol élvonal és az Arsenal legfiatalabb játékosa lett, 15 évesen és 181 naposan.

## Pályafutása

### Arsenal
Nwaneri kilenc évesen csatlakozott az Arsenal akadémiájára. 14-évesen az U18-as csapatban játszott.
A 2022–23-as szezont már az U18-as csapatban kezdte, de játszott az U21-es korosztályban is. Szeptemberben a felnőttcsapat edzésén is feltűnt, míg szeptember 18-án be nem nevezték a Brentford elleni bajnokira, a mérkőzésen csereként lépett pályára, 15 évesen és 181 naposan minden idők legfiatalabb játékosa lett a klub és a Premier League történetében. Harvey Elliott rekordját döntötte meg.
2024. szeptember 25-én megszerezte első gólját a Bolton elleni 5–1-re megnyert ligakupa-mérkőzésen.

## Statisztika
2025. január 1-i állapot szerint.
| Klub             | Szezon           | Bajnokság        | Bajnokság | Bajnokság | Kupa  | Kupa  | Ligakupa | Ligakupa | Nemzetközi | Nemzetközi | Egyéb | Egyéb | Összes | Összes |
| Klub             | Szezon           | Liga             | Merk.     | Gólok     | Merk. | Gólok | Merk.    | Gólok    | Merk.      | Gólok      | Merk. | Gólok | Merk.  | Gólok  |
| ---------------- | ---------------- | ---------------- | --------- | --------- | ----- | ----- | -------- | -------- | ---------- | ---------- | ----- | ----- | ------ | ------ |
| Arsenal          | 2022–23          | Premier League   | 1         | 0         | 0     | 0     | 0        | 0        | 0          | 0          | —     | —     | 1      | 0      |
| Arsenal          | 2023–24          | Premier League   | 1         | 0         | 0     | 0     | 0        | 0        | 0          | 0          | 0     | 0     | 1      | 0      |
| Arsenal          | 2024–25          | Premier League   | 11        | 1         | 0     | 0     | 3        | 3        | 3          | 0          | —     | —     | 17     | 4      |
| Arsenal          | Összesen         | Összesen         | 13        | 1         | 0     | 0     | 3        | 3        | 3          | 0          | 0     | 0     | 19     | 4      |
| KARRIER ÖSSZESEN | KARRIER ÖSSZESEN | KARRIER ÖSSZESEN | 13        | 1         | 0     | 0     | 3        | 3        | 3          | 0          | 0     | 0     | 19     | 4      |